# 千蔵院
千蔵院（せんぞういん）は新潟県長岡市柏町1丁目（旧中千手町）にある真言宗豊山派寺院。千蔵院は院号であり、山号は普門山、寺号は観音寺だが、院号での呼称が一般的。本尊は千手観音で行基作と伝承されている。脇侍は不動明王と毘沙門天。
越後三十三観音霊場第15番目札所。

## 歴史
元和4年（1618年）に大胡藩より牧野忠成が越後長岡藩に転封すると、これに玉蔵院の慶善が随従し、慶善が自身の師である祐慶の隠寮として建立される。長岡藩主家牧野氏に尊崇され、境内1413坪は免除地とされ、安政年間まで観音市に長岡町の諸商を出張させていた。安永年間に建造された堂宇は北越戦争の戦火を逃れて「長岡市史」刊行当時も残存していた。明治40年（1907年）に本寺である玉蔵院と末寺である玉泉寺を併合。

## 観音市
先述のとおり、長岡藩の命により、長岡町の諸商は観音市に出張していたが、安政年間に長岡町の要請により出張が廃止となった観音市は毎年7月7日から13日に行われ、特に観音縁日の10日は賑わったとされる。現在は8月10日に、観音市大祭として施餓鬼供養、護摩、四国八十八箇所お砂踏みなどの行事を行なっている。

## 交通
- JR長岡駅より南西へ徒歩約12分